# 樂山通遠王
樂山通遠王，是閩南泉州永春與南安交界的樂山（五台樂山）之山神，也是泉州地區的海神。
《泉州人名錄-李元溥》記：唐代蜀地進士李元溥，拜雲南團練副使，卻因時勢大亂，棄官隱居於福建泉州南安、永春交界的樂山，修道二十餘載，人稱「白鬚公」，羽化後鄉民奉為山神，稱為樂山王。
因在宋代屢屢顯靈，有解除旱災、保佑航海之功。泉州太守蔡襄在萬安橋為之建廟，屢代加封至樂山通遠嘉祐善利廣福顯濟尊王、廣福普利帝君，成為泉州漁民與船員極其崇信的海神。
元朝以後，水手、漁民多所奉祀媽祖，而通遠王信仰因而式微。